# Хенсон, Самуэль
Самуэль "Сэмми" Хенсон (англ. Samuel Henson; род. 1 января 1971, Сент-Луис, Миссури, США) — американский борец вольного и греко-римского стилей, и тренер. По вольной борьбе: серебряный призёр летних Олимпийских игр 2000 года в Сиднее, чемпион мира (1998).

## Спортивная карьера

### Вольная борьба
- Серебряный призёр Олимпийских игр 2000 года в Сиднее.
- Чемпион мира (1998), бронзовый призёр чемпионата мира (2006).
- Серебряный призёр Кубка мира (1998, 1999).
- Серебряный призёр Панамериканского чемпионата (1993).
- Серебряный призёр Игр доброй воли (1998).
- Чемпион США (1998, 2000, 2005), серебряный призёр чемпионатов США (1997, 2004).
- Победитель студенческого NCAA чемпионата США (1993, 1994).[1]

### Греко-римская борьба
- Бронзовый призёр Панамериканского чемпионата (1990).
- Чемпион США (1990).
- Чемпион США среди молодежи (1990).
- Чемпион США среди юниоров (1987, 1988), серебряный призёр чемпионата США среди юниоров (1989).

## Тренерская карьера
Ещё в период спортивной карьеры в 1997—2006 годах работал помощником тренера в Университете Оклахомы, Университете штата Пенсильвания, Военной академии США, Университете Небраски в Линкольне. Позднее работал также в Калифорнийском политехническом университете Сан-Луис-Обиспо и Миссурийском университете. Был главным тренером 	Sunkist Kids Wrestling Club до 2014 года.

В мае 2014 года назначен главным тренером Университета Западной Виргинии.

## Признание
- В 1998 году был обладателем приза Джона Смита, вручаемого лучшему борцу-вольнику года в  США.[4]
- В 2015 году веден в Зал национальной славы борьбы США.[1]